# Divorce en France
Ne doit pas être confondu avec Annulation de mariage en France.
Pour les autres articles nationaux ou selon les autres juridictions, voir Divorce.
Pour les articles homonymes, voir Divorce (homonymie).
Le divorce en France est la dissolution volontaire des liens du mariage en France.

## Histoire du divorce en France depuis la Révolution

### Révolution et Empire
Le 20 septembre 1792, une loi permettant aux deux conjoints de rompre leur mariage est adoptée. Le divorce peut être prononcé par consentement mutuel, pour « incompatibilité d'humeur ou de caractère » ou encore pour des causes (démence, violence, condamnation en justice, dérèglement des mœurs, sévices, abandon, émigration) imputables à un des époux (préfigurant le « divorce pour faute »).
Le divorce devient alors une procédure simple, sans juge, qui n'oblige pas les époux à motiver leur demande. Le divorce peut être proclamé sans aucun motif.
Cependant, une demande de divorce par consentement mutuel n'était admise qu'au bout d'un minimum de deux ans de vie commune ; sans doute le temps de faire la part des choses. En outre, sauf dans certains cas, un délai est nécessaire entre la demande et le prononcé du divorce ; pendant ce temps-là, une sorte de tribunal de famille (chaque époux y désignant deux de ses parents) s'efforce de concilier les époux.
L'époux peut se remarier immédiatement après le divorce, l'épouse doit attendre un an. La femme perd ses biens si la faute lui incombe. Le mari garde toujours ses biens.
Dans toutes les villes, les demandes de divorce sont le fait des femmes pour 60 à 70 %.
Cette loi est critiquée par les conservateurs pour son trop grand libéralisme ; ils dénoncent ses abus et l'anarchie qu'elle causerait. En 1804, le Code civil français revient sur la réforme précédente : le divorce est judiciaire, prononcé par un tribunal. Le divorce par consentement mutuel est conservé, mais à des conditions tellement restrictives qu'il tombe en désuétude (autorisation des parents, cinq comparutions devant le président du tribunal, interdiction de remariage dans les trois ans suivant le divorce, etc.). Seul le divorce pour faute reste appliqué. Le nombre de divorces chute drastiquement : à Paris, où il était rapidement entré les mœurs, on passe de près de 5 000 divorces en 1793 à une grosse cinquantaine après l'adoption du code civil.
Quelques auteurs ont attribué les positions de Napoléon en faveur du divorce au fait qu'il aurait souhaité se séparer à l'amiable de Joséphine. Cette hypothèse est très contestée, d'une part parce qu'il aurait eu tout le temps de divorcer selon la loi de 1792, et d'autre part parce qu'il fait voter quelques mois plus tard, le 30 mars 1805, l'article  7e du statut organique de la maison Impériale, qui interdit le divorce aux membres de la famille impériale.

### De laRestaurationauSecond Empire
Le 8 mai 1816, le divorce est de nouveau supprimé par la loi Bonald. Il est considéré comme un « poison révolutionnaire ». La royauté veut « rendre au mariage toute sa dignité dans l'intérêt de la religion, des mœurs, de la monarchie et de la famille ».
Dans les décennies suivantes, de nombreux débats ont eu lieu à ce sujet. En 1848, il est ainsi proposé de rétablir le divorce, mais la proposition est rejetée par l'Assemblée.
Pourtant, le rétablissement du divorce sera une des premières revendications des défenseurs des droits de la femme comme Flora Tristan. Des citoyens anonymes réclament aussi ce rétablissement.

### IIIeRépublique
À partir de 1876, le député Alfred Naquet dépose successivement trois propositions de loi tendant à restaurer le divorce pour faute. Il échoue. C'est à cette occasion que le pape Léon XIII publie la première encyclique sur le mariage chrétien, Arcanum Divinæ (10 février 1880).
Le 27 juillet 1884, Alfred Naquet réussit à faire accepter une loi (qui porte son nom) sur le divorce. Le divorce est de nouveau autorisé mais seulement en cas de fautes précises graves (adultère, condamnation à une peine afflictive et infamante, excès, sévices et injures graves). Il y a 4 000 divorces en 1885.
Dans les années suivantes, d'autres lois interviennent pour modifier ces dispositions : 
- en 1886, une loi contribue à simplifier la procédure ;
- en 1893, une autre loi donne à la femme divorcée pleine capacité ;
- le 15 décembre 1904, l'article 298 du code civil qui interdit le mariage de l'épouse adultère avec son complice est abrogé[11]. La même loi modifie le sort des enfants adultérins : leur légitimation semble plus facile, mais certains craignent une sorte de bigamie qui permettrait au père d'avoir des enfants légitimes nés de plusieurs femmes ;
- le 6 juin 1908, une loi permet de rendre obligatoire pour le juge la demande de conversion de séparation de corps en divorce présentée par l'un des deux époux trois ans après le jugement.

Le consentement mutuel n'est pas admis. Le conjoint fautif doit parfois verser des dommages-intérêts au titre de l'article 266 du Code civil français.
Il y a 21 000 divorces en 1927 et 27 000 en 1939[réf. nécessaire].

### Régime de Vichy
Le Régime de Vichy est peu favorable au divorce. La loi du 2 avril 1941 empêche les couples mariés depuis moins de trois ans de divorcer et transforme en délit l'incitation au divorce par un tiers.

### IVeRépublique

#### Dans les «Départements d'Algérie»
L'ordonnance no 59-274 du 4 février 1959 relative au mariage contracté par les personnes de statut civil local en Algérie, suivie d'un décret d'application du 17 septembre 1959 paru au J.O.R.F. du 19 septembre 1959, précise les modalités d'application du code civil en matière de mariage et de divorce dans les « Départements d'Algérie ».
Le mariage peut être dissous (sauf en cas de décès) uniquement par décision de justice rendue par le cadi ou le juge de paix. Un jugement de divorce est obligatoire, ce qui revient à interdire le divorce par talâqq.
Les actes constatant les répudiations intervenues avant cette date devaient être transcrits sur les registres d'état civil. La production d'un extrait de la transcription de l'acte de répudiation prouve la dissolution du mariage.

### VeRépublique
Le 11 juillet 1975, Valéry Giscard d'Estaing promulgue la loi no 75-617 portant réforme du divorce. C'est une réforme profonde du divorce. Elle retient trois causes de divorce, énoncées à l'article 229 du code civil : 
- consentement mutuel (également appelé divorce amiable), lui-même avec deux variantes :
  - demande conjointe (gracieux) art. 231 (abrogé par la loi no 2004-439 du 26 mai 2004, article 23)[15],
  - demande formulée par un époux et acceptée par l'autre (contentieux) art. 233[16] ;
- rupture de la vie commune (contentieux), demande recevable au bout de six ans seulement de séparation (durée ensuite réduite par la réforme de 2004) ;
- faute (art. 242[17]) (contentieux).

Le divorce pour faute peut être prononcé quand l'un des époux est condamné à une « peine infamante ».
Avec la promulgation du nouveau code pénal, la mention des « peines infamantes » a été remplacée par une référence aux peines criminelles (dix ans de prison au moins).
Le 12 décembre 2007, une proposition de déjudiciarisation du divorce a été formulée par le Conseil de modernisation des politiques publiques, sous la présidence de Nicolas Sarkozy, au bénéfice des notaires qui auraient le monopole de l'enregistrement des constats de divorce par consentement mutuel en demande conjointe.
Le 2 janvier 2014, un rapport soumis à la garde des Sceaux, Christiane Taubira, veut confier au seul greffier la procédure de divorce par consentement mutuel, qui représente plus de la moitié des divorces prononcés en France. Ce rapport sur « le juge du XXIe siècle » avait pour objectif principal de désengorger les juridictions. Se posait alors la question fondamentale du statut de ce « super greffier » qui ne dispose pas des mêmes protections que les juges aux affaires familiales. De nombreuses critiques ont été soulevées à l'encontre de ce projet (désacralisation de l'institution du mariage, traitement différent entre divorce par consentement mutuel et divorces contentieux, absence de prise en compte de la complexité de certains divorces par consentement mutuel).
Dix ans après la loi de 2004, un service d'armoire numérique entre en fonctionnement, en application des mesures de simplification qui étaient prévues en avril 2011 par les Assises nationales de la simplification. Elle permet aux membres du couple déjà séparés de réunir virtuellement les documents nécessaires et à l'avocat d'y accéder pour rédiger les actes sur mesure.
Depuis le 1er janvier 2017, le divorce par consentement mutuel conventionnel entre en vigueur France, ce qui signifie que les couples mariés peuvent divorcer sans devoir passer devant un juge. Une convention établie entre les époux est rédigée par leur avocat respectif et est enregistrée chez un notaire. Quand l'enfant des époux demande à être auditionné par le juge, la convention est homologuée par le juge.

## Droit du divorce en France

### Législation actuelle
La loi no 2004-439 du 26 mai 2004 vise à simplifier les procédures de divorce. Elle a aussi corrigé certaines erreurs de la loi du 11 juillet 1975. L'objectif était d'apaiser les relations entre les époux qui recourent au divorce, tout en maintenant le caractère judiciaire du divorce, contrairement à ce que certains juristes et parlementaires auraient souhaité.
Désormais, l'article 229 nouveau du code civil reconnaît quatre cas de divorce : 
- le divorce par consentement mutuel (art. 230)[22] ;
- le divorce par acceptation du principe de la rupture du mariage (art. 233)[23] ;
- le divorce par altération définitive du lien conjugal (art. 237)[24] ;
- le divorce pour faute (art. 242[17]) en voie de disparition[réf. souhaitée].

Cette loi favorise la conciliation entre les époux devant le juge et donne plus de pouvoirs à celui-ci. La procédure de divorce par consentement mutuel est désormais plus rapide, puisqu'une seule entrevue de conciliation est désormais nécessaire, contre deux auparavant. De même, en cas de séparation de fait, le divorce peut être prononcé plus rapidement, puisqu'au bout de deux ans de rupture de la vie commune, le divorce peut être demandé pour altération définitive du lien conjugal, contre six ans avec l'ancienne loi.

### Vers une disparition progressive dudivorce pour faute?
Le divorce pour faute n'a plus d'intérêt pour grand monde depuis 1974, date à partir de laquelle la tendance a été de confier la résidence de l'enfant à la mère indépendamment de toute question de « faute ». La pension alimentaire ne dépend pas du fait qu'il y ait faute ou non (puisque c'est aux enfants qu'elle est théoriquement destinée), et le partage de la communauté non plus.
C'est la raison pour laquelle il avait été envisagé de supprimer le divorce pour faute. Ce dernier a cependant été conservé par la loi de 2004 pour tenir compte du non-respect des obligations du mariage.
Depuis le 1er janvier 2017, le divorce par consentement mutuel conventionnel entre en vigueur France, ce qui signifie que les couples mariés peuvent divorcer sans devoir passer devant un juge.

## Aspects financiers
On évalue à 30 % la perte de pouvoir d'achat à l'issue d'un divorce. Les femmes en sont principalement les victimes car dans le cas le plus fréquent, leurs qualifications professionnelles sont inférieures à celles de leur mari. Néanmoins les femmes sont majoritairement à l'origine des demandes de divorce.

### Prestation compensatoire
La prestation compensatoire généralement payée par l'époux vise à réduire l'écart  de niveau de vie consécutif au divorce. Son but n'est pas d'égaliser les niveaux de vie jusqu'au décès car ce serait nier l'existence du divorce. Une prestation compensatoire est versée dans 1 cas de divorce sur 8, et dans 97 % des cas par l'ex-mari à l'ex-épouse.

### Pension alimentaire
Lorsqu'un couple a des enfants, les parents sont tenus de contribuer tous les deux à leur entretien et à leur éducation, en fonction de leurs ressources et des besoins des enfants. En cas de séparation ou de divorce, cette obligation se traduit, pour le parent dont les enfants ne résident pas principalement à son domicile, par le versement d'une pension alimentaire à l'autre parent, pension dont le montant est fixé par le juge aux affaires familiales, sauf en cas de divorce par consentement mutuel, auquel cas le montant de la pension est fixé par la convention de divorce. Enfin, la pension peut être versée  à la personne à qui la garde de l'enfant a été confiée, ou éventuellement directement à l'enfant s'il est majeur ou émancipé.
En 2010, il a été institué un barème indicatif tenant compte uniquement des revenus du débiteur des aliments, du nombre d'enfants et des modalités de garde, garde alternée comprise. En effet, parmi les multiples possibilités de principes utilisables pour calculer cette contribution, c'est une logique de maintien des dépenses du parent non gardien au niveau auquel elles se situaient avant la séparation qui a été retenue. Dans les faits, et bien qu'il n'existe pas d'analyse exhaustive des montants réels alloués par les juges par rapport à ce barème, il a été constaté en 2012 sur les  126 000 décisions rendues par les juges aux affaires familiales au sujet de la résidence des 200 000 enfants mineurs concernés par un divorce ou une séparation de leurs parents que :
- dans 73 % des cas, la garde était confiée à la mère, et dans 17 % des cas la garde était alternée.
- Dans un quart des cas (soit  32 % des enfants concernés) le juge ne fixe aucune contribution, ce pourcentage s’élevant à 77 % en cas de résidence alternée, 69 % en cas de résidence habituelle chez le père, et à 18 % en cas de résidence habituelle chez la mère.
- Le montant moyen est légèrement inférieur au barème, bien qu'il soit légèrement supérieur pour les débiteurs les plus modestes, et que les écarts soient plus importants en cas de garde alternée ou pour les débiteurs situés aux extrêmes des tables de revenus prévus
- Ce montant moyen, lorsqu'une pension est fixée, s'élève à 170 euros par enfant[28].

Les familles monoparentales qui sont essentiellement dirigées par les mères (85 % en 2012) subissent de manière importante la nouvelle pauvreté qui émerge à partir des années 1980. En 2008, 30 % des personnes issues d'une famille monoparentale vivaient en dessous du seuil de pauvreté. En 2012, ce pourcentage s'élève à 36 %. Selon une association, « 30 % des pensions ne sont jamais versées ». Cependant le système socio-fiscal français joue en rôle d'amortisseur important, et des solutions ont progressivement été mises en place pour aboutir au recouvrement des pensions impayées. Ce phénomène n'est que très peu documenté. Seule une étude publiée par France Stratégie en 2015 a évalué, sur la base d'hypothèses qu'elle reconnait comme discutables, que si le barème était appliqué tel quel, le parent non gardien subirait une perte de niveau de vie plus importante que le parent gardien par l'effet du système socio-fiscal : elle en recommandait la prise en compte dans le calcul des pensions alimentaires. Mais dans tous les cas, la séparation entraîne une perte de niveau de vie des deux parents et donc de leurs enfants.